# Onthophagus arnetti
Onthophagus arnetti es una especie de insecto del género Onthophagus de la familia Scarabaeidae del orden Coleoptera.
 Fue descrita en 1963 por Howden & Cartwright.